# Sauvian
Sauvian é uma comuna francesa na região administrativa de Occitânia, no departamento de Hérault. Estende-se por uma área de 13,07 km². Em 2010 a comuna tinha 5 515 habitantes (densidade: 422 hab./km²).